# Ammodo Science Award
De Ammodo Science Award is een tweejaarlijkse prijs die wordt uitgereikt door Ammodo. De Koninklijke Nederlandse Akademie van Wetenschappen (KNAW) was tot 2022 verantwoordelijk voor het nominatie- en selectieproces. De prijs is bestemd voor internationaal erkende onderzoekers die maximaal vijftien jaar geleden zijn gepromoveerd. De prijs heette tot 2019 Ammodo KNAW Award.
Sinds 2015 wordt iedere twee jaar aan acht laureaten elk een geldprijs van 300.000 euro toegekend. Dit bedrag kan de laureaat naar eigen inzicht besteden aan een fundamenteel wetenschappelijk onderzoeksproject. 

## Vakgebieden
De prijs wordt uitgereikt aan twee wetenschappers binnen vier vakgebieden:
- Biochemie, biomedische en medische wetenschappen
- Humaniora: geschiedenis, filosofie, theologie, taal- en letterkunde
- Natuurwetenschappen: biologie, scheikunde, fysica, sterrenkunde, wiskunde, aardwetenschappen en technische wetenschappen
- Sociale wetenschappen, gedragswetenschappen en rechtswetenschappen

## Financiering
De prijs wordt gefinancierd door Ammodo, een stichting voor kunst en wetenschap, die het kapitaal verkregen heeft uit de verkoop van een pensioenfonds voor havenarbeiders. Bij de instelling van de Ammodo Science Award in 2014 kwam er kritiek van de kant van zes vooraanstaande wetenschappers en KNAW-leden als Kees Schuyt en Martin Fase. Zij vonden het moreel verwerpelijk dat geld dat verdiend was met de verkoop van het pensioenfonds voor havenarbeiders besteed werd aan andere doelstellingen.

## Winnaars

### 2023
- Tazuko van Berkel
- Stan Brouns
- Tatiana Filatova
- Daniël Lakens
- Merel Keijzer
- Hugo Snippert
- Anja Spang
- Jingyuan Fu

### 2021
- Annemieke Aartsma-Rus
- Patricia Dankers
- Lisa Herzog
- Walter Immerzeel
- Rivke Jaffe
- Christian Lange
- Floris de Lange
- Louis Vermeulen

### 2019
- Nadine Akkerman
- Lenneke Alink
- Teun Bousema
- Birte Forstmann
- Ewout Frankema
- Toby Kiers
- Jacco van Rheenen
- Stephanie Wehner

### 2017
- Roshan Cools
- Eveline Crone
- Jeroen Geurts
- Olivier Hekster
- Alicia Montoya
- Eva van Rooij
- Appy Sluijs
- Guido van der Werf

### 2015[8]
- Thijn Brummelkamp
- Arwen Deuss
- Serge Dumoulin
- Ronald Hanson
- Caroline Klaver
- Barteld Kooi
- Asifa Majid
- Frank van Tubergen